# TSHB
La subunidad beta hormona estimulante de la tiroides, también conocida como TSHB (del inglés: Thyroid stimulating hormone, beta) es una proteína que en humanos es codificada por el gen TSHB.

## Función
La TSH es una glicoproteína heterodímero ligada no covalentemente y es parte de la familia de hormonas pituitarias conteniendo una subunidad alfa común (TSHA) y una subunidad beta única (esta proteína) que confiere especificidad.

## Lectura adicional (en inglés)
- Bonomi M, Proverbio MC, Weber G, et al. (2001). «Hyperplastic pituitary gland, high serum glycoprotein hormone alpha-subunit, and variable circulating thyrotropin (TSH) levels as hallmark of central hypothyroidism due to mutations of the TSH beta gene.». J. Clin. Endocrinol. Metab. 86 (4): 1600-4. PMID 11297590. doi:10.1210/jc.86.4.1600.
- Vuissoz JM, Deladoëy J, Buyukgebiz A, et al. (2001). «New autosomal recessive mutation of the TSH-beta subunit gene causing central isolated hypothyroidism.». J. Clin. Endocrinol. Metab. 86 (9): 4468-71. PMID 11549695. doi:10.1210/jc.86.9.4468.
- Karges B, LeHeup B, Schoenle E, et al. (2004). «Compound heterozygous and homozygous mutations of the TSHbeta gene as a cause of congenital central hypothyroidism in Europe.». Horm. Res. 62 (3): 149-55. PMID 15297803. doi:10.1159/000080071.
- Kabadi UM, Premachandra BN (2007). «Serum thyrotropin in Graves' disease: a more reliable index of circulating thyroid-stimulating immunoglobulin level than thyroid function?». Endocr Pract 13 (6): 615-9. PMID 17954417.
- Miyai S, Yoshimura S, Iwasaki Y, et al. (2005). «Induction of GH, PRL, and TSH beta mRNA by transfection of Pit-1 in a human pituitary adenoma-derived cell line.». Cell Tissue Res. 322 (2): 269-77. PMID 16133148. doi:10.1007/s00441-005-0033-z.
- Pierce JG (1971). «Eli Lilly lecture. The subunits of pituitary thyrotropin--their relationship to other glycoprotein hormones.». Endocrinology 89 (6): 1331-44. PMID 5002675. doi:10.1210/endo-89-6-1331.
- Atzmon G, Barzilai N, Surks MI, Gabriely I (2009). «Genetic predisposition to elevated serum thyrotropin is associated with exceptional longevity.». J. Clin. Endocrinol. Metab. 94 (12): 4768-75. PMC 2795660. PMID 19837933. doi:10.1210/jc.2009-0808.
- Landa I, Ruiz-Llorente S, Montero-Conde C, et al. (2009). «The variant rs1867277 in FOXE1 gene confers thyroid cancer susceptibility through the recruitment of USF1/USF2 transcription factors.». PLoS Genet. 5 (9): e1000637. PMC 2727793. PMID 19730683. doi:10.1371/journal.pgen.1000637.
- Pohlenz J, Dumitrescu A, Aumann U, et al. (2002). «Congenital secondary hypothyroidism caused by exon skipping due to a homozygous donor splice site mutation in the TSHbeta-subunit gene.». J. Clin. Endocrinol. Metab. 87 (1): 336-9. PMID 11788671. doi:10.1210/jc.87.1.336.
- Miyoshi I, Kasai N, Hayashizaki Y (1994). «[Structure and regulation of human thyroid-stimulating hormone (TSH) gene]». Nippon Rinsho 52 (4): 940-7. PMID 8196184.
- Borck G, Topaloglu AK, Korsch E, et al. (2004). «Four new cases of congenital secondary hypothyroidism due to a splice site mutation in the thyrotropin-beta gene: phenotypic variability and founder effect.». J. Clin. Endocrinol. Metab. 89 (8): 4136-41. PMID 15292359. doi:10.1210/jc.2004-0494.
- Comings DE, Gade-Andavolu R, Gonzalez N, et al. (2000). «A multivariate analysis of 59 candidate genes in personality traits: the temperament and character inventory.». Clin. Genet. 58 (5): 375-85. PMID 11140838. doi:10.1034/j.1399-0004.2000.580508.x.
- Gerhard DS, Wagner L, Feingold EA, et al. (2004). «The status, quality, and expansion of the NIH full-length cDNA project: the Mammalian Gene Collection (MGC).». Genome Res. 14 (10B): 2121-7. PMC 528928. PMID 15489334. doi:10.1101/gr.2596504.
- Clark AG, Glanowski S, Nielsen R, et al. (2003). «Inferring nonneutral evolution from human-chimp-mouse orthologous gene trios.». Science 302 (5652): 1960-3. PMID 14671302. doi:10.1126/science.1088821.
- Loinder K, Söderström M (2005). «An LXXLL motif in nuclear receptor corepressor mediates ligand-induced repression of the thyroid stimulating hormone-beta gene.». J. Steroid Biochem. Mol. Biol. 97 (4): 322-7. PMID 16216492. doi:10.1016/j.jsbmb.2005.06.031.
- Luttrell LM (2008). «Reviews in molecular biology and biotechnology: transmembrane signaling by G protein-coupled receptors.». Mol. Biotechnol. 39 (3): 239-64. PMID 18240029. doi:10.1007/s12033-008-9031-1.
- Strausberg RL, Feingold EA, Grouse LH, et al. (2002). «Generation and initial analysis of more than 15,000 full-length human and mouse cDNA sequences.». Proc. Natl. Acad. Sci. U.S.A. 99 (26): 16899-903. PMC 139241. PMID 12477932. doi:10.1073/pnas.242603899.
- Brumm H, Pfeufer A, Biebermann H, et al. (2002). «Congenital central hypothyroidism due to homozygous thyrotropin beta 313 Delta T mutation is caused by a Founder effect.». J. Clin. Endocrinol. Metab. 87 (10): 4811-6. PMID 12364478. doi:10.1210/jc.2002-020297.
- Benhadi N, Wiersinga WM, Reitsma JB, et al. (2009). «Higher maternal TSH levels in pregnancy are associated with increased risk for miscarriage, fetal or neonatal death.». Eur. J. Endocrinol. 160 (6): 985-91. PMID 19273570. doi:10.1530/EJE-08-0953.
- Schaefer JS, Klein JR (2009). «A novel thyroid stimulating hormone beta-subunit isoform in human pituitary, peripheral blood leukocytes, and thyroid.». Gen. Comp. Endocrinol. 162 (3): 241-4. PMC 2689139. PMID 19364510. doi:10.1016/j.ygcen.2009.04.006.

- Datos: Q18032201